# Inter caetera

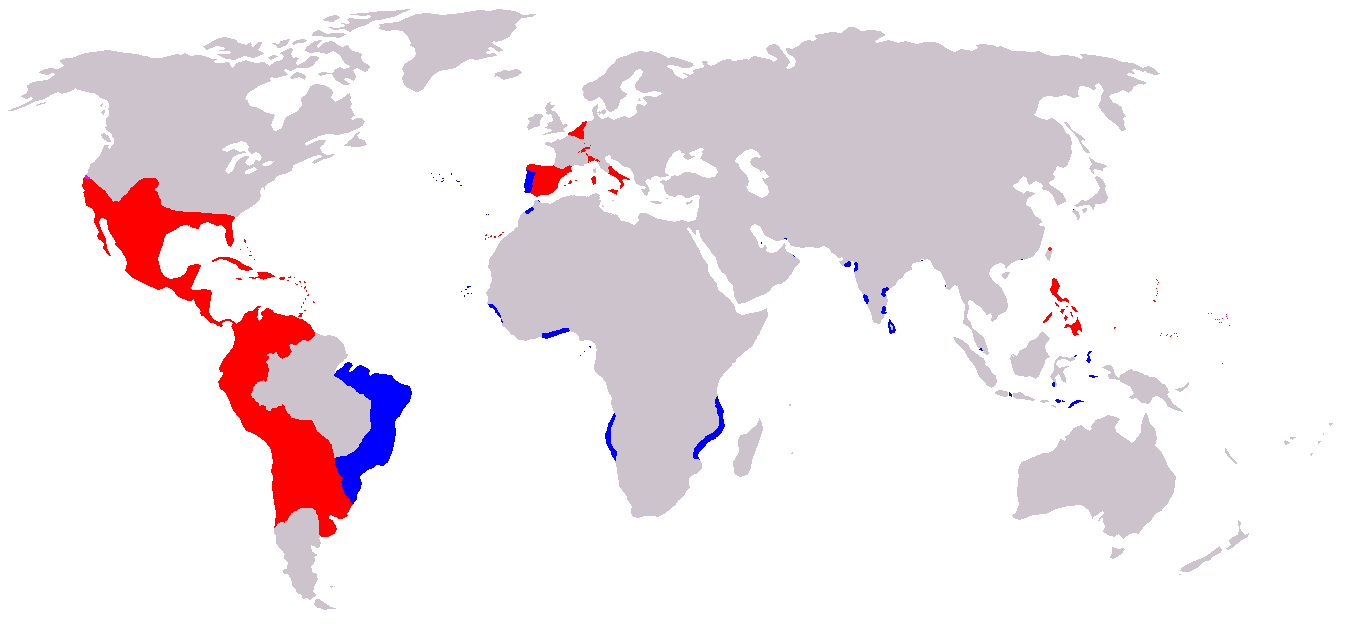
Испанская (красный) и португальская (синий) империи в период личной унии (1581—1640)

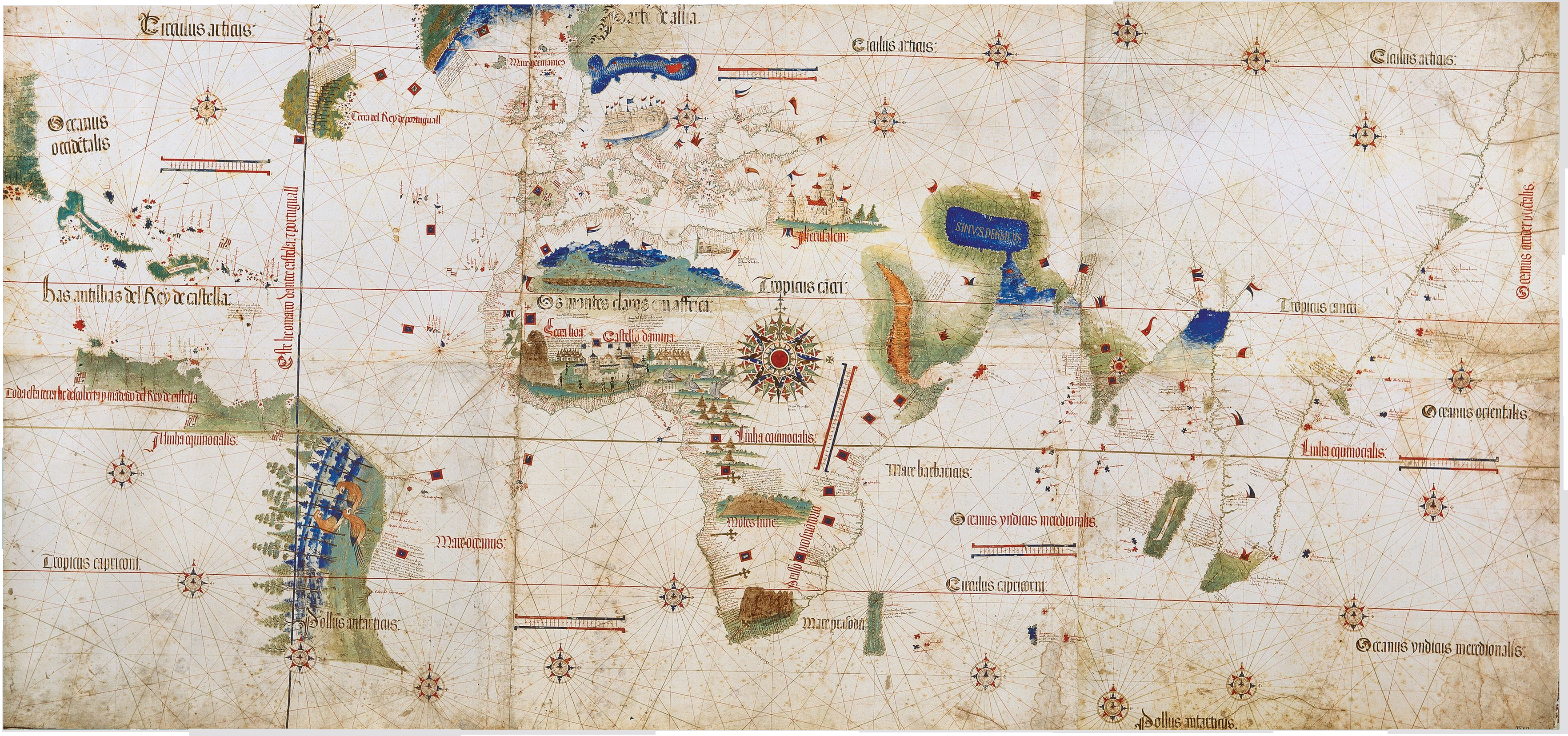
Карта мира 1503 года (планисфера Кантино). На карте показана линия по Тордесильясскому договору

Inter caetera № 2 — булла, выпущенная папой Александром VI 4 мая 1493 года. Булла передала королевствам Арагону и Кастилии (Испании) все земли «к западу и югу» от линии, соединяющей полюса Земли и проходящей в ста лигах западнее и южнее любого из островов Азорского архипелага и архипелага Зелёного мыса. Всего, в связи с решением вопроса о португальских и испанских зонах в Атлантике, папой в 1493 году было издано четыре буллы: Inter caetera №1, Inter caetera №2, Eximiae devotionis, Dudum sequidem. С некоторыми уточнениями, граница была подтверждена Тордесильясским договором, заложившим основы для раздела мира между Испанией и Португалией.